# Clemens zu Pappenheim
Clemens Philipp Friedrich Albert Haupt Graf zu Pappenheim (* 14. Dezember 1822 in Würzburg; † 8. November 1904 in München) war ein königlich bayerischer Regierungsbeamter.

## Leben

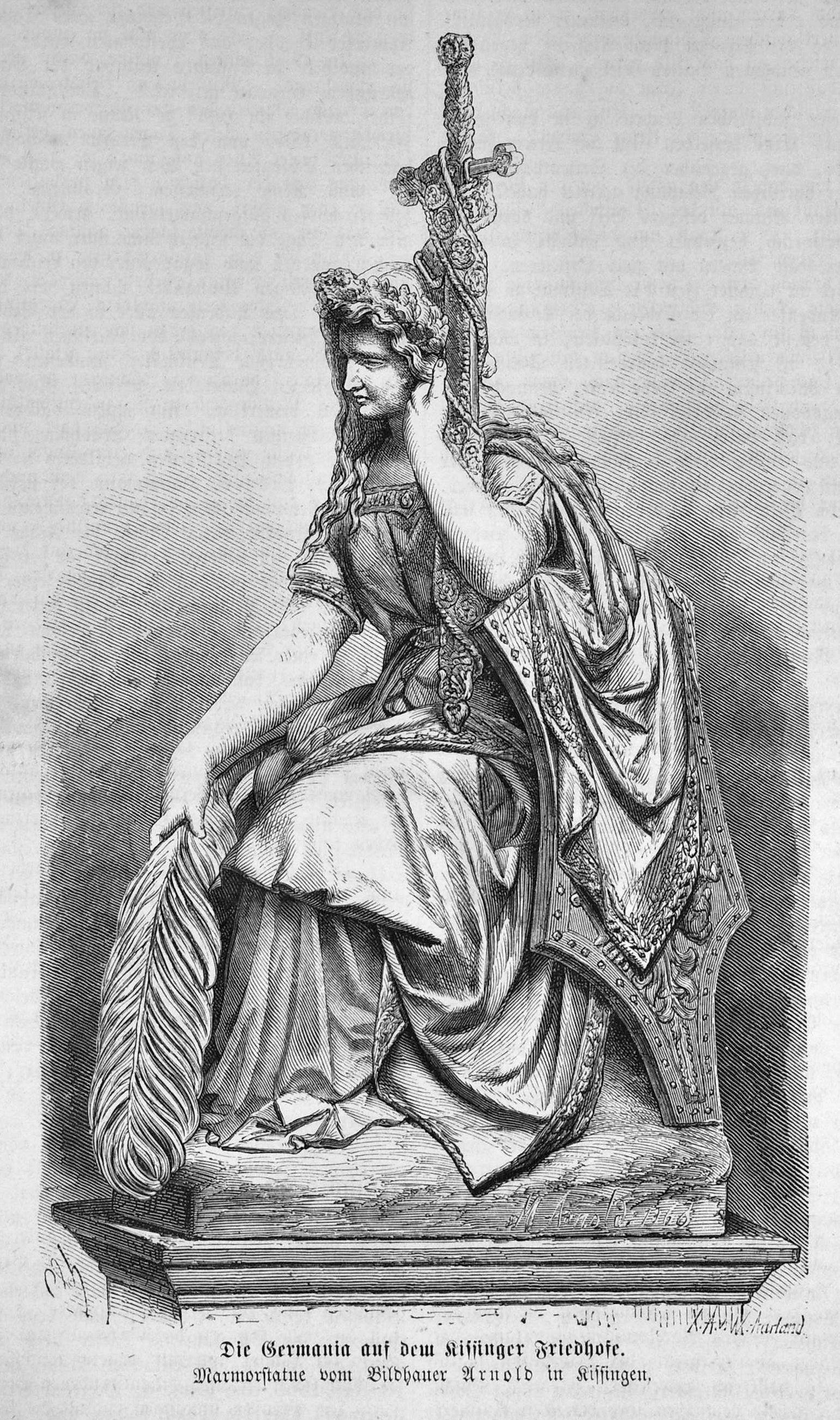
Darstellung der „Trauernden Germania“ in der Zeitschrift Die Gartenlaube (1869)

Er entstammte dem fränkischen Adelsgeschlecht der Grafen zu Pappenheim und war das siebte von neun Kindern des Albert Graf zu Pappenheim (1777–1860), Herr zu Pappenheim, und der Maria Antoinetta Freiin Taenzl von Tratzberg (1793–1861). Als Kind wurde er als königlicher Edelknabe erzogen.
Im Jahr 1846 trat er als neues Mitglied dem Historischen Verein in Mittelfranken bei.
Mindestens schon 1864 bis Mai 1869 war Pappenheim als königlicher Regierungsrat Bezirksamtmann (Bezirksvorsteher) von Bad Tölz. Im Mai 1869 wurde er – als Regierungsrat der Kammer des Innern bei der Regierung von Unterfranken in Würzburg unterstellt – als Badkommissar ins Staatsbad Bad Kissingen versetzt,  was er bis 1875 sechs Jahre lang blieb. Sein Nachfolger als Badkommissar wurde Luitpold du Jarrys Freiherr von La Roche.
In Bad Kissingen war Pappenheim der Amtsnachfolger von Joseph von Parseval und konnte einige von seinem Vorgänger begonnene Projekte zum Abschluss bringen. So eröffnete er am 1. Juni 1869 den ersten Bauabschnitt des neuen „Actienbades“ (später Luitpoldbad genannt) mit zunächst nur 66 Badekabinetten (Badezimmern). Am 8. September 1869 enthüllte er das vom Bad Kissinger Bildhauer Michael Arnold in Parsevals Auftrag geschaffene Denkmal der Trauernden Germania mit den Worten: „Germanias Schwerd sei fortan nur das Sinnbild ihrer Stärke und die Friedenspalme senke sich auf alle deutschen Brüder!“ Sein Amtsnachfolger als Kissinger Badkommissar wurde 1875 Luitpold du Jarrys Freiherr von La Roche.
Nach dem Ausscheiden aus dem Regierungsdienst im Jahr 1875 erwarb Pappenheim das wenige Kilometer westlich von Grafing gelegene Gut Falkenberg mit Schloss, heute ein Ortsteil von Moosach im Landkreis Ebersberg. Wegen mangelnder Erträge aus der dortigen Landwirtschaft siedelte Pappenheim dann doch in die Residenzstadt München über. Seine Beerdigung erfolgte auf seinen Wunsch hin auf dem Friedhof um die St.-Gallus-Kirche zu Pappenheim.
Am 8. September 1857 hatte er auf Schloss Pappenheim Hermine Gräfin von Paumgarten (* 28. August 1836 in Leopoldskron bei Salzburg; † 4. Oktober 1914 in München) geheiratet, die Tochter des Hermann Graf von Paumgarten (1806–1846), königlich bayerischer Kammerherr und mehrfacher Gutsherr, und der Hon. Mary Erskine (1806–1874), Tochter des David Erskine, 2. Baron Erskine. Das Ehepaar hatte zwei Söhne und eine Tochter. Sein Sohn Gottfried entsagte infolge einer nicht hausgesetzmäßigen Ehe seinen standesherrlichen Rechten und erhielt 1913 in Bayern die Genehmigung zur Führung des Namens Graf von Pappenheim-Rothenstein.

## Auszeichnungen
- Ritter des k.k. österreichischen Ordens der Eisernen Krone 3. Klasse[10]
- Ritter des königlich preußischen Roten Adler-Ordens 3. Klasse
- 1869: Ritterkreuz 1. Klasse mit Erlaubnis zur Annahme vom 8. August 1869,[11] dann (1870) Komturkreuz des Herzoglich Sachsen-Ernestinischen Hausordens